# Новоазовська міська рада
Новоазо́вська міська́ ра́да — адміністративно-територіальна одиниця та орган місцевого самоврядування в Новоазовському районі Донецької області. Адміністративний центр — місто Новоазовськ.

## Загальні відомості
- Населення ради: 13 851 особа (станом на 2001 рік)

## Населені пункти
Міській раді підпорядковані населені пункти:
- м. Новоазовськ
- с. Гусельщикове
- с. Козлівка
- с. Самсонове

## Склад ради
Рада складається з 30 депутатів та голови.
- Голова ради: Орловський Володимир Каземірович
- Секретар ради: Сухарєва Ніна Іванівна

### Керівний склад попередніх скликань
| Прізвище, ім'я, по батькові      | Основні відомості                                                                     | Дата обрання | Дата звільнення |
| -------------------------------- | ------------------------------------------------------------------------------------- | ------------ | --------------- |
| Сидоренко Олег Валерійович       | Міський голова, 1976 року народження, освіта вища, член Партії регіонів               | 26.03.2006   | 31.10.2010      |
| Сидоренко Олег Валерійович       | Міський голова, 1976 року народження, освіта вища, безпартійний                       | 31.10.2010   | 16.01.2012      |
| Орловський Володимир Каземірович | Міський голова, 1948 року народження, освіта середня спеціальна, член Партії регіонів | 27.05.2012   |                 |

Примітка: таблиця складена за даними сайту Верховної Ради України

### Депутати
За результатами місцевих виборів 2010 року депутатами ради стали:

#### За суб'єктами висування
| Суб'єкт висування                 | Кількість обраних депутатів | %    |
| --------------------------------- | --------------------------- | ---- |
| Партія регіонів                   | 25                          | 83,3 |
| Політична партія «Сильна Україна» | 3                           | 10   |
| Комуністична партія України       | 2                           | 6,7  |

#### За округами
| № округу                          | Прізвище, ім'я, по батькові       | Дата визнання обраним | Освіта  | Партійна приналежність                  | Відомості про обраного депутата                                                                                      |
| --------------------------------- | --------------------------------- | --------------------- | ------- | --------------------------------------- | --- |
| Комуністична партія України       |                                   |                       |         |                                         | |
| б/м                               | Д'яченко Олексій Вікторович       | 03.11.2010            | середня | член Комуністичної партії України       | Агроцех № 18, оператор лінії                                                                                         |
| б/м                               | Губченко Валерій Зотійович        | 03.11.2010            | вища    | член Комуністичної партії України       | Агроцех № 1, машиніст автокрана                                                                                      |
| Партія регіонів                   |                                   |                       |         |                                         | |
| б/м                               | Сухарєва Ніна Іванівна            | 03.11.2010            | вища    | член Партії регіонів                    | Новоазовська міська рада, секретар                                                                                   |
| б/м                               | Яненков В'ячеслав Михайлович      | 03.11.2010            | вища    | позапартійний                           | Маріупольский ДЕД, інженер з безпеки руху                                                                            |
| б/м                               | Попека Тамара Миколаївна          | 03.11.2010            | вища    | член Партії регіонів                    | Новоазовський ясла-сад № 3, завідувачка                                                                              |
| б/м                               | Головань Ірина Миколаївна         | 03.11.2010            | вища    | член Партії регіонів                    | Новоазовська райдержадміністрація, керівник апарату                                                                  |
| б/м                               | Пригоровський Євген Володимирович | 03.11.2010            | вища    | член Партії регіонів                    | Новоазовський ПТЛ, викладач                                                                                          |
| б/м                               | Федорук Олена Іванівна            | 03.11.2010            | вища    | член Партії регіонів                    | Фінансове управління Новоазовська райдержадміністрація, начальник відділу економічного аналізу та планування доходів |
| б/м                               | Степанов Олександр Іванович       | 03.11.2010            | вища    | член Партії регіонів                    | ЗАТ «Новоазовська птахофабрика», юрист                                                                               |
| б/м                               | Коломійченко Сергій Володимирович | 03.11.2010            | вища    | член Партії регіонів                    | Контрольно-ревізійний відділ в Новоазовському районі КРУ в Донецькій області, начальник                              |
| б/м                               | Суворов Едуард Володимирович      | 03.11.2010            | вища    | член Партії регіонів                    | Відділ Держкомзему у Новоазовському районі Донецької області, начальник                                              |
| б/м                               | Сердюк Сергій Васильович          | 03.11.2010            | вища    | член Партії регіонів                    | приватний підприємець                                                                                                |
| б/м                               | Герман Ольга Вікторівна           | 03.11.2010            | вища    | член Партії регіонів                    | приватний підприємець                                                                                                |
| 1                                 | Дмитрієв Іван Ілліч               | 03.11.2010            | вища    | позапартійний                           | пенсіонер |
| 2                                 | Бережний Дмитро Миколайович       | 03.11.2010            | вища    | член Партії регіонів                    | КП "Житкомсервіс, керівник                                                                                           |
| 3                                 | Полях Марина Олександрівна        | 03.11.2010            | вища    | член Партії регіонів                    | Новоазовська райдержадміністрація, відділ культури та туризму, завідувачка                                           |
| 4                                 | Штакал Олександр Миколайович      | 03.11.2010            | вища    | позапартійний                           | ВАТ «Укртелеком», інженер                                                                                            |
| 5                                 | Чорикова Людмила Леонідівна       | 03.11.2010            | вища    | позапартійна                            | ТОВ "Медичний центр «Здоров'я», головний лікар                                                                       |
| 6                                 | Савченко Олена Володимирівна      | 03.11.2010            | вища    | член Партії регіонів                    | центр СССДМ, директор                                                                                                |
| 7                                 | Бересток Андрій Олександрович     | 03.11.2010            | вища    | член Партії регіонів                    | Новоазовський РЕМ, головний інженер                                                                                  |
| 8                                 | Чернявський Андрій Олександрович  | 03.11.2010            | вища    | член Партії регіонів                    | Новоазовська райдержадміністрація, відділ охорони здоров'я, начальник                                                |
| 9                                 | Степанова Валентина Савеліївна    | 03.11.2010            | вища    | член Партії регіонів                    | Новоазовський КДЦ, директор                                                                                          |
| 10                                | Мироненко Олег Іванович           | 03.11.2010            | вища    | член Партії регіонів                    | ПАТ «ММК ім. Ілліча», ДП «Ілліч-Агро-Донбас», агроцех № 18, ведучий інженер                                          |
| 11                                | Демченко Оксана Володимирівна     | 03.11.2010            | вища    | позапартійна                            | Новоазовська ЦРЛ, інженер з охорони праці                                                                            |
| 12                                | Богаш Олександра Іванівна         | 03.11.2010            | вища    | член Партії регіонів                    | Єланчанський міський клуб, завідувачка                                                                               |
| 13                                | Ботман Дмитро Павлович            | 03.11.2010            | вища    | член Партії регіонів                    | Новоазовський районний центр зайнятості, директор                                                                    |
| 15                                | Голтвенко Ірина Олександрівна     | 03.11.2010            | вища    | член Партії регіонів                    | Новоазовська райдержадміністрація, відділ регіонального розвитку, містобудування та архітектури, головний спеціаліст |
| Політична партія «Сильна Україна» |                                   |                       |         |                                         | |
| б/м                               | Коваленко Костянтин Іванович      | 03.11.2010            | вища    | позапартійний                           | фізична особа-підприємець                                                                                            |
| б/м                               | Галич Святослав Валерійович       | 03.11.2010            | середня | позапартійний                           | фізична особа-підприємець                                                                                            |
| 14                                | Баєв Віталій Ілліч                | 03.11.2010            | середня | член Політичної партії «Сильна Україна» | тимчасово не працює                                                                                                  |